# マジャパヒト王国

マジャパヒト王国

マジャパヒト王国の最盛期の支配領域

マジャパヒト王国（マジャパヒトおうこく、Kerajaan Majapahit）は、1293年から1478年までジャワ島中東部を中心に栄えたインドネシア最後のヒンドゥー教王国。最盛期にはインドネシア諸島全域とマレー半島まで勢力下に置いたとの説があるが一方で、実際にはジャワ島中東部を支配したにすぎないとする説もある。なお、表記に「マジャパイト」と書くこともある。綴りは"Majapahit"であるが、ジャワ語では、h音を発音しないからである。

## 成立

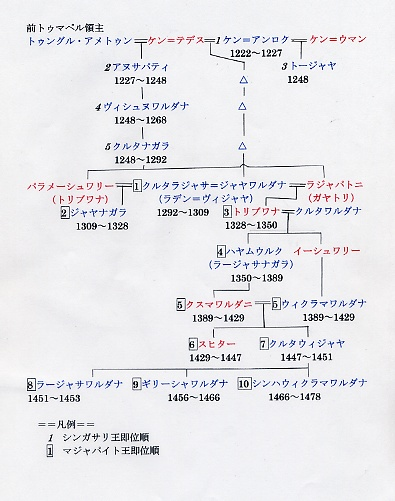
シンガサリ＝マジャパヒト歴代君主系図

シンガサリ王国のクルタナガラ王のもとにモンゴル帝国のクビライの使者が来て朝貢を求めたが、クルタナガラ王は使者の顔に刺青を入れて送り返した。この無礼に怒ったクビライにより1293年にモンゴルのジャワ遠征が行われた。だがクルタナガラ王はクディリ王家の末裔と呼ばれる当地の領主ジャヤカトワンの反乱によって、前年1292年に殺されていた。クルタナガラ王の娘婿であったウィジャヤはジャワ北岸のトゥバンに上陸した元軍と同盟して、ジャヤカトワンが乗っ取ったシンガサリ王国を滅ぼした。さらに元軍をジャワから追い出して、アルヤ・ウィララジャと協力してマジャパヒト王国を建国した。ウィジャヤの即位名をクルタラジャサ＝ジャヤワルダナ（Kertarajasa Jayawardhana）という。王国の都はジャワ島東部プランタス川流域のマジャパヒトに置かれた。
マジャパヒトと元朝の関係は当然悪化したが、クビライが死去すると大きく好転し、1295年から1332年の間に10回の朝貢が行われた。
1295年、ウィジャヤは建国時の闘争中の約束を守って国を二つに分割し、東部はアルヤ・ウィララジャが治めるようになった。東部の首都は現在のルマジャン（Lumajang）にあった。
1316年、ウィジャヤの息子のジャヤナガラが、ルマジャンで現職のパティ（Patih、宰相）であったナンビ（Nambi）による反乱を鎮圧し、東部と西部は再び統一されたとナーガラクルターガマの「王統史」に書かれている。
1328年にジャヤナガラが死去すると後継男子がいなかったので、故クルタナガラ王の末娘ラジャパトニに後を継がせたが、ラジャパトニは熱心な仏教徒で出家していたので、娘のトリブワナを摂政として政務を執らせた（インドネシアの歴史教科書『インドネシア国史』 (Sejarah Nasional Indonesia) では、トリブワナが王位に登ったとする。）。この頃、親衛隊長から宰相に抜擢されたガジャ・マダがマジャパヒト王国を最盛期に導くことになる。

## 最盛期
宰相ガジャ・マダは1342年にバリ島に侵攻したのを皮切りに、インドネシア各地に対する遠征を行い、スマトラ島のシュリーヴィジャヤ王国を滅ぼして南海の海上交易ルートを掌中に収めた。
最盛期の支配領域はマレー半島のパタニやトゥマシク（シンガポール）、カリマンタン島に及び、東西交通の要衝であるマラッカ海峡とスンダ海峡を制圧した。またタイのアユタヤ王朝やカンボジア、ベトナムとも友好関係を持った。
1350年、ラジャパトニが死去するとトリブワナの息子ハヤム・ウルクがラージャサナガラとして即位した。
1357年、ブバットの戦いではスンダ王国を破ったが、両国関係は険悪になった。

## 衰亡
「王統史」によると、1376年に新しい王国（gunung baru）が誕生した。「明史」によると、1377年にジャワ島の二つの王国から朝貢が行なわれており、西の王が勿労波務、東の王が勿院労網結という名前であったと記録されている。西の王国は、Bhra Prabu（「国王陛下」の意、つまりハヤム・ウルクのこと）が治めていた。一方、東の王国は、ハヤム・ウルクの叔母ディア・ウィヤット（Dyah Wiyat、ラージャ・デーヴィー）の夫のBhre Wengker（「ウンクル殿下」の意、つまりウンクル侯ラージャサワルダナのこと）が治めていた。
1377年、ガジャ・マダは既に死んでいたが、マジャパヒト王国はパレンバンに兵を送り、シュリーヴィジャヤ王国を滅亡させた。この時、最後の王子パラメスワラが脱出してマレー半島に逃れ、後にマラッカ王国を建国する。
1389年にハヤム・ウルクが死んで、ウィクラマワルダナが跡を継いだ。一方、東の王国では1398年にラージャサワルダナが死ぬと、ハヤム・ウルクの庶子でラージャサワルダナの娘インドゥ・デーヴィーの養子となったウィラブミが跡を継いだ。
1404年から1406年にかけて、マジャパヒトの宮廷は東王宮と西王宮に別れ内戦になった（パルグルグ戦争）。中国の明王朝は15世紀前半鄭和艦隊を7回にわたって南海に派遣し、ジャワのマジャパヒト王国にも来航し、内戦に巻込まれた。鄭和艦隊の保護下にマラッカ王国が成立すると、南海貿易の中心はマラッカに移り、マジャパヒト王国はこの趨勢を食い止めることができなかった。
15世紀以降はイスラム教が浸透して、マラッカ王国がイスラム化したのを始め、マタラム王国がジャワ北岸のトゥバン、グレシクなどにもイスラム教国が成立する。
マジャパヒト王国でもクルタウィジャヤが、息子のブラウィジャヤ5世（シンバ・ウィクラマワルダナ）の妃にチャンパ王国からムスリムの公主を迎え、内政でもイスラームへの改宗を容認した。
ブラウィジャヤ5世の息子ラデン・パタハがドゥマク王国を建国し、サムドラ・パサイ王国と友好関係を築き、ワリ・サンガによるイスラム教布教によって急速に国力を増大した。1478年、ドゥマク王国はマジャパヒト王国のブラウィジャヤ5世に宗主権を認めさせた。

## 遺跡調査その他
- ジャワ島東部には、マジャパヒト王国の遺跡が見つかっているが、発掘調査は資金や人材不足で進んでいない。遺跡発掘への支援を呼びかけるため、インドネシア政府と日本の民間団体[4]とが当時の技術で木造船を復元した。船は壁画などをもとに、釘を使わず作られた帆船である。2010年7月4日、日本人関係者とインドネシア軍の水兵など14人のせた復元木造船が、アジア各国に向けて出航した[5]。
- マジャパヒト王国は13世紀から16世紀にかけてインドネシアを中心に栄え、琉球王国とも交易を行っていた。